# Гришокина, Валентина Павловна
Валентина Павловна Гришокина (укр. Валентина Павлівна Гришокіна; 30 июня 1944, Ташкент — 31 мая 2023, Киев) — украинская советская актриса кино и дубляжа, организатор кинопроизводства, кинопродюсер. Член Национального союза кинематографистов Украины.
Заслуженная артистка Украины (2019).

## Биография
Родилась 30 июня 1944 года в Ташкенте (Узбекская ССР).
В 1969 году окончила актёрский факультет Киевского государственного института театрального искусства имени Карпенко-Карого.
Работала актрисой и директором фильмов Киевской киностудии имени Александра Довженко.
Снималась в советском, российском, украинском кино. 
Гришокина много работала и в сфере дубляжа, ее голос можно услышать в фильмах «Месть и закон», «Тайна Карпатского замка», «Вождь Белое Перо», «Терминатор», «Чернокнижник: Армагеддон», «Дикая орхидея», «Универсальный солдат», «Девять с половиной недель» и других.
Была директором картин режиссёров: Романа Балаяна, Вячеслава Криштофовича, Николая Малецкого, Суламифи Цыбульник.
Самая кассовая кинокартина, в создании которой она принимала участие - "Будни уголовного розыска".
В конце жизни проживала в доме престарелых.
Скончалась 31 мая 2023 года в Киеве после продолжительной болезни.

## Фильмография

### Директор фильмов (продюсер)
- 1981 — Будем ждать, возвращайся
- 1980 — Мелочи жизни
- 1979 — Свое счастье
- 1978 — Бирюк — 1,3 млн зрителей.[3][4]
- 1973 — Будни уголовного розыска — 27,3 млн зрителей.[5][4]

### Актриса
- 1986 — Мама, родная, любимая... — Оксана[6]
- 1981 — Ночь коротка — мать Алины[7]
- 1979 — Дождь в чужом городе — новый администратор гостиницы[8]
- 1976 — Три солнца — Вера
- 1976 — Аты-баты, шли солдаты… — подруга Любаши[9]
- 1974 — Земные и небесные приключения — сестра Тани[10]
- 1972 — Дерзость — Нонна[11]
- 1970 — Семья Коцюбинских — Таня[12]
- 1968 — Совесть — жена коменданта[13]
- 1968 — Беглец из «Янтарного» — Люба
- 1968 — Большие хлопоты из-за маленького мальчика — проводница (нет в титрах)
- 1967 — На Киевском направлении — Наталья[14]